# Guggenberg (Tittmoning)
Guggenberg ist ein Stadtteil von Tittmoning im oberbayerischen Landkreis Traunstein. Der Weiler liegt circa vier Kilometer südwestlich von Tittmoning.

## Baudenkmäler
Siehe: Liste der Baudenkmäler in Tittmoning#Weitere Ortsteile